# Peón Contreras Színház
A Peón Contreras Színház (spanyolul: Teatro Peón Contreras) a mexikói Mérida város és egyben egész Yucatán állam legjelentősebb színháza.

## Története
A méridai színházak története a 18. század végéig nyúlik vissza, amikor is Arturo O’Neill kormányzó elrendelte a Xavéri Szent Ferenc jezsuita iskola földjeinek eladását. Az egyik ilyen földet színház építésére jelölték ki: az itt felépült San Carlos Színház azonban néhány év múlva lángok martalékává vált. 1831-ben az akkori birtokos, Ignacio Quijano az újjáépítés mellett döntött: a Manuel Cea Gómez építész segítségével az év végére már csaknem teljesen elkészült színház már meg is kezdte működését. Innentől kezdve 1854-ig bel- és külföldi társulatok is látogatták, ekkor azonban a politikai helyzet kiéleződése miatt igen viszontagságos idők következtek. Később Antonio Bolio Guzmán, az akkori tulajdonos fejlesztette az épületet, ezek a munkálatok 1878. április 12-én fejeződtek be. Ekkor a színházat is róla nevezték el: a Teatro Bolio nevet kapta, azonban decemberben a Seminario Yucatecóban és a Revista de Méridában megjelent publikációk az akkori tulajdonosnak, Francisco de Zavalának azt javasolták, a színház vegye fel inkább a neves yucatáni dramaturg, az akkor még élő José Peón Contreras nevét. Így is lett: a névadás december 27-én vált hivatalossá. Miután Zavala 1891-ben elhunyt, özvegye eladta az épületet a Méridai Színházi Vállalatnak, majd 1900. május 5-én megkezdték annak lebontását, hogy újabb, nagyobb színházat építhessenek helyette.
Az új épület kivitelezése az olasz Pio Piacentini tervei alapján 1900 novemberében kezdődött meg, 1902-ben azonban a színházi vállalat csődöt jelentett, így a munkálatok leálltak. A félkész építményt ekkor Augusto L. Peón vette meg, aki továbbadta a Sociedad Regil Portuondo y Compañía társaságnak, akik folytatták az építkezést. Az elkészült színházat végül 1908. december 21-én nyitották meg Àngel Guimerà i Jorge Terra Baixa című darabjának bemutatásával. A következő év február 7-én leleplezték a névadó, Peón Contreras mellszobrát. A következő korszakban azonban a mozizás annyira népszerűvé vált, hogy ez a színház is mozivá alakult: 1912-ben még vegyesen volt színház és mozi, majd 1940. március 24-től 1974. májusi bezárásáig működött kizárólag moziként.
1979 júliusában az állam kormányzata műemlékké nyilvánította az épületet, amely 1981. december 13-án (ismét színházként) újra megnyílt, és amelyben öt nappal később az állam szimfonikus zenekarának egy 12 koncertből álló sorozata kezdődött el. Innentől kezdve a színház folyamatosan működik.

## Az épület
A kor nagy európai színházaira emlékeztető stílusban épült épület Mérida központjában, a Calle 57 utcában áll. A tágas előcsarnokban márványlépcső vezet a nézőtérre, amelyet háromszintes páholysor övez. A színház különleges dísze a kupola felső részén található csillár.

## Képek

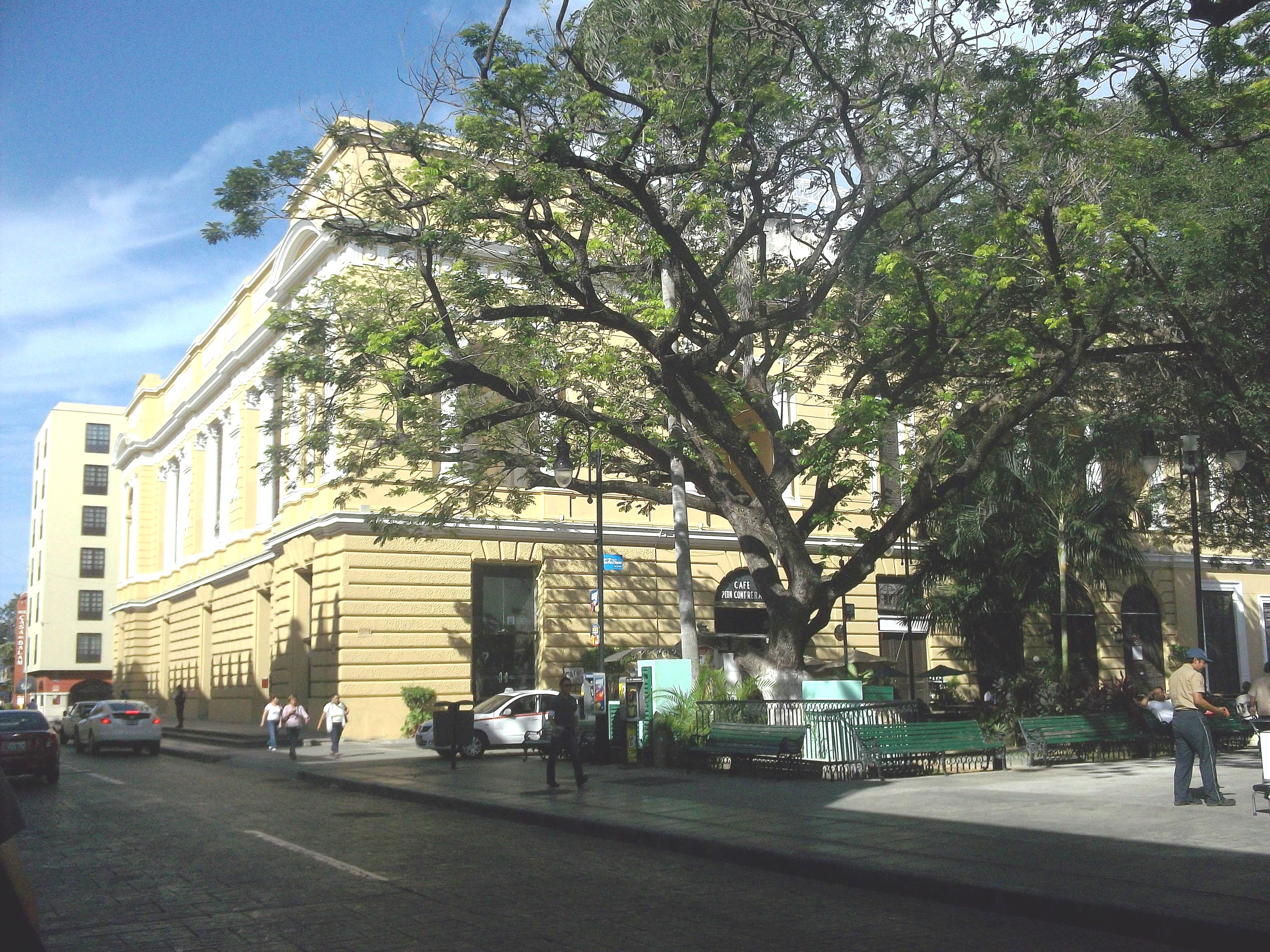
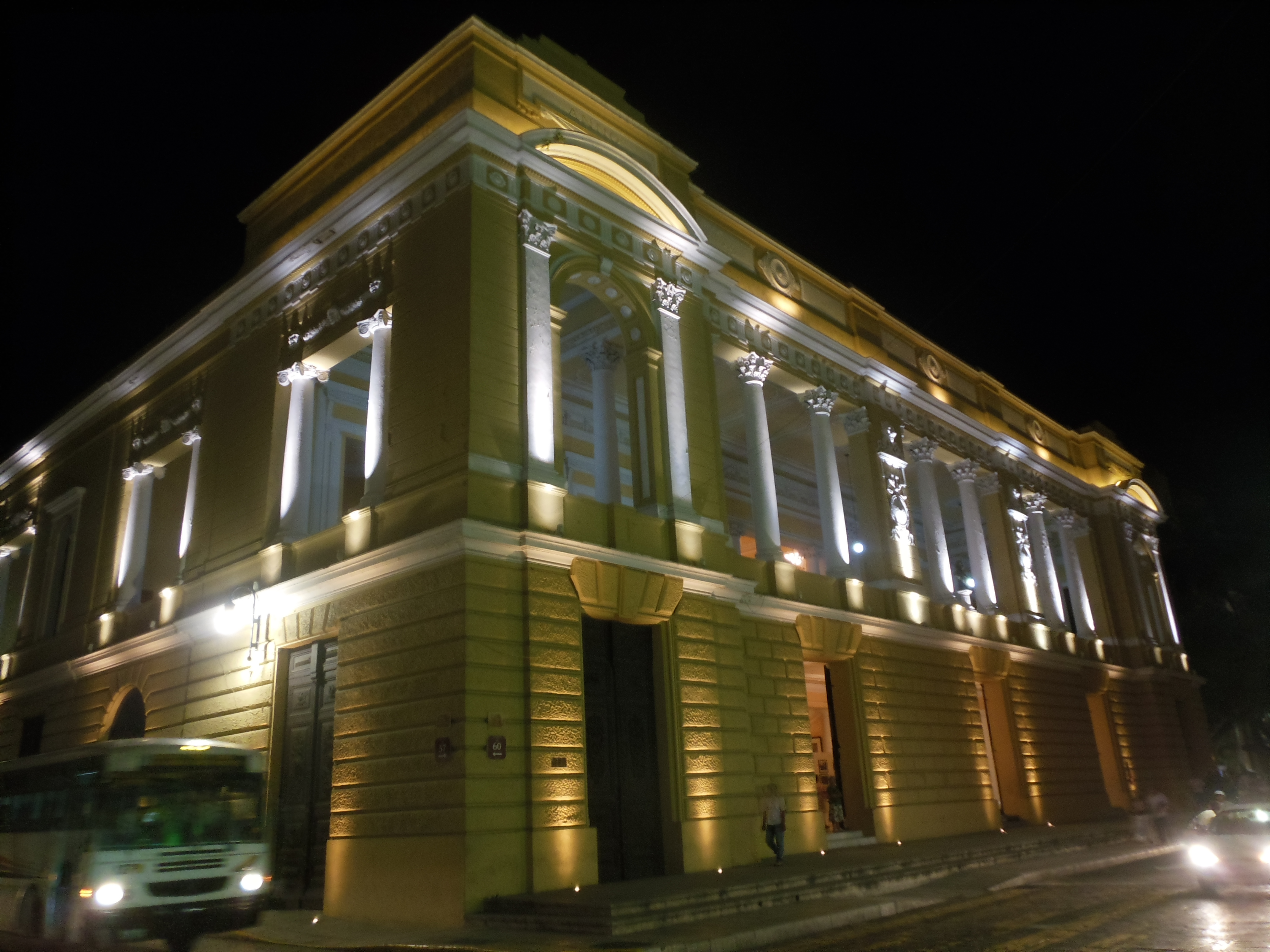
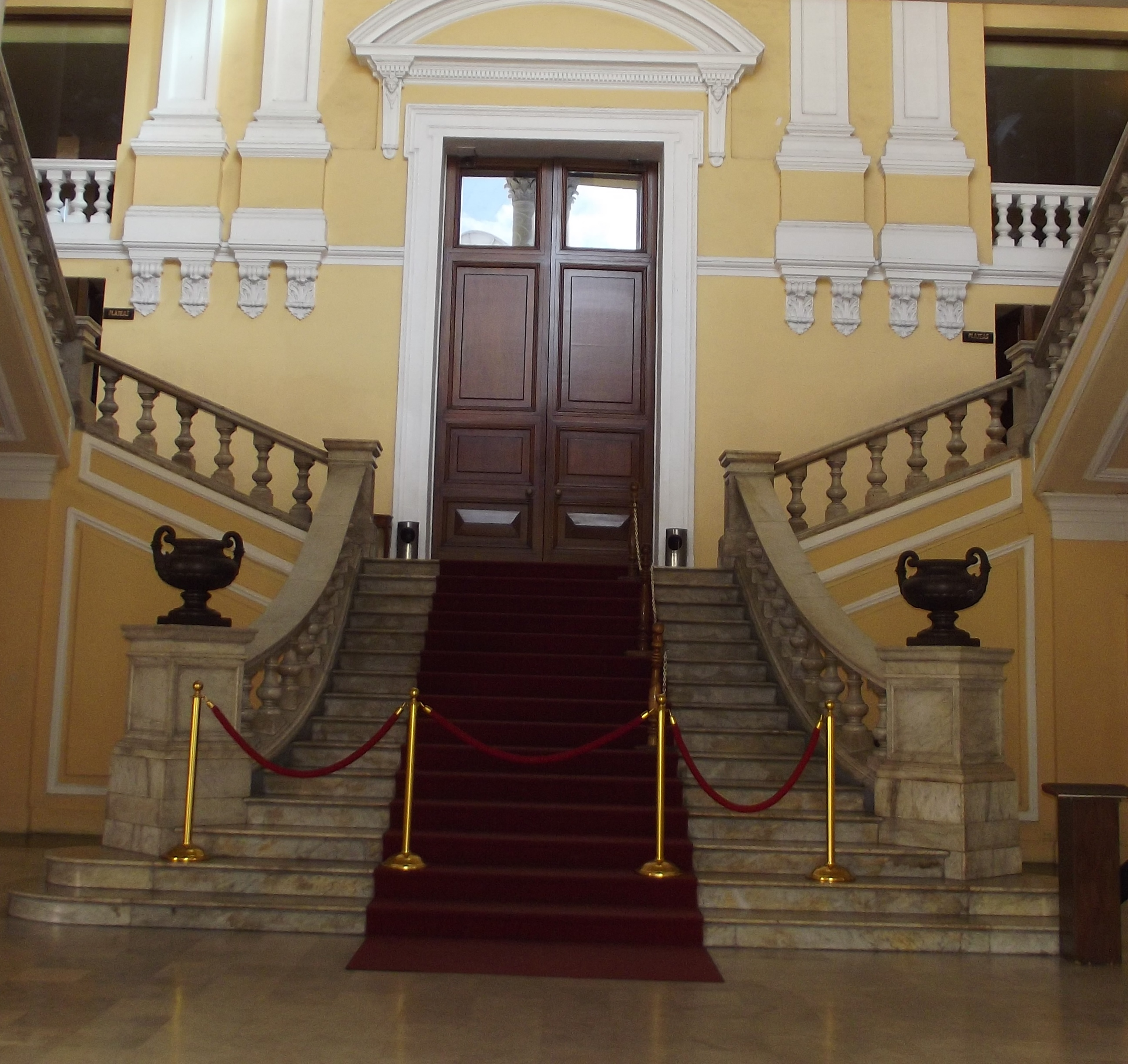
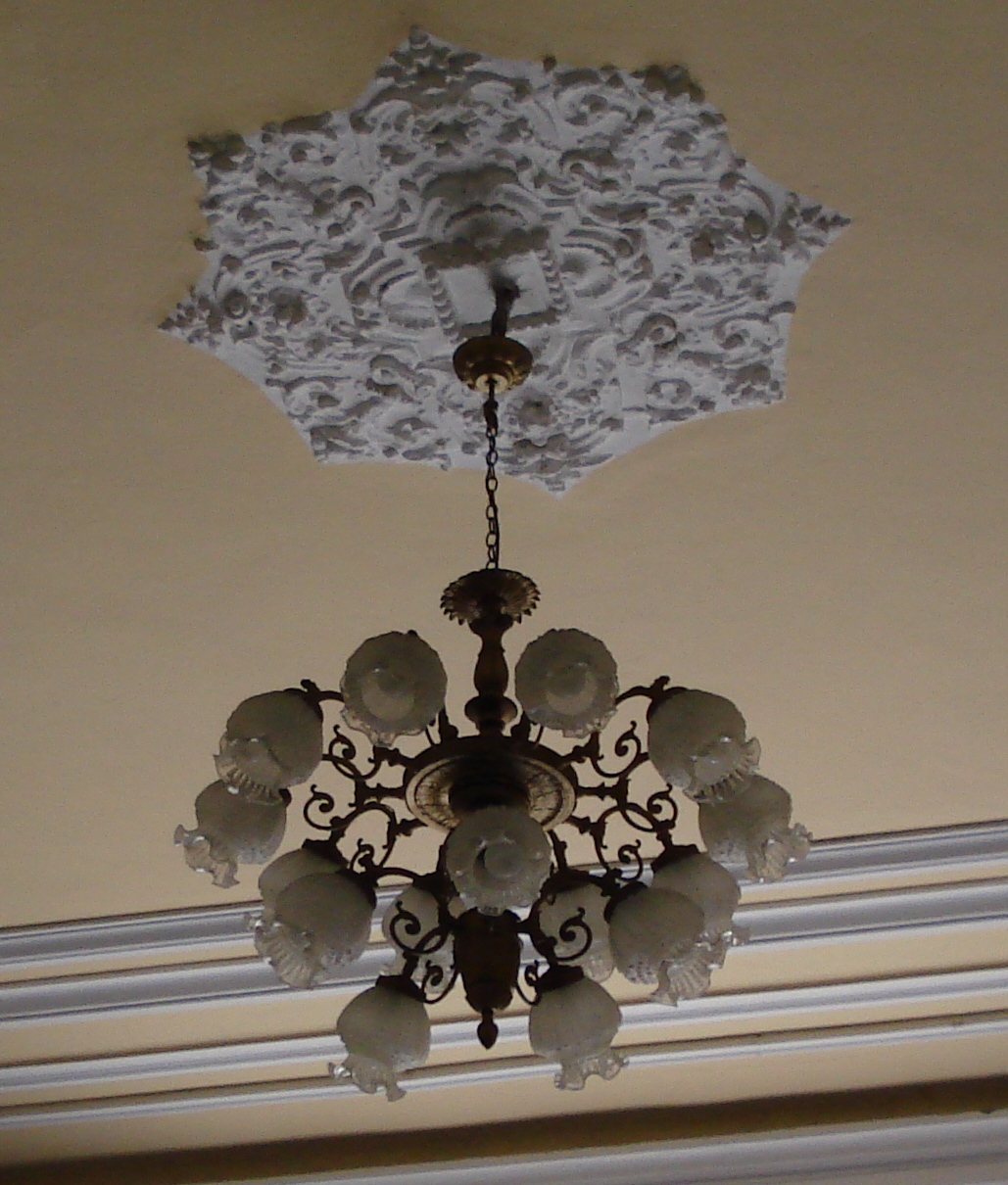